# Canton de Cognac-1
Le canton de Cognac-1 est une circonscription électorale française du département de la Charente créée par le décret du 20 février 2014 et entrée en vigueur lors des élections départementales de 2015.

## Histoire
Un nouveau découpage territorial de la Charente entre en vigueur en mars 2015, défini par le décret du 20 février 2014, en application des lois du 17 mai 2013 (loi organique 2013-402 et loi 2013-403). Les conseillers départementaux sont, à compter de ces élections, élus au scrutin majoritaire binominal mixte. Les électeurs de chaque canton élisent au Conseil départemental, nouvelle appellation du Conseil général, deux membres de sexe différent, qui se présentent en binôme de candidats. Les conseillers départementaux sont élus pour 6 ans au scrutin binominal majoritaire à deux tours, l'accès au second tour nécessitant 12,5 % des inscrits au 1er tour. En outre la totalité des conseillers départementaux est renouvelée. Ce nouveau mode de scrutin nécessite un redécoupage des cantons dont le nombre est divisé par deux avec arrondi à l'unité impaire supérieure si ce nombre n'est pas entier impair, assorti de conditions de seuils minimaux. Dans la Charente, le nombre de cantons passe ainsi de 35 à 19. Le nouveau canton de Cognac-1 est formé de communes des anciens cantons de Cognac-Nord et de Cognac-Sud.

## Représentation
| Période élective | Période élective | Mandat | Mandat   | Identité             | Nuance | Nuance | Qualité |
| ---------------- | ---------------- | ------ | -------- | -------------------- | ------ | ------ | --- |
| 2015             | 2021             | 2015   | 2021     | Jean-Hubert Lelièvre |        | LR     | Directeur de cabinet de la Ville et de l'Agglomération de Rochefort Conseiller municipal de Cognac depuis 2020 |
| 2015             | 2021             | 2015   | 2021     | Florence Péchevis    |        | LR     | Conseillère municipale de Cognac 5ème Vice-Présidente du Conseil Départemental                                 |
| 2021             | 2028             | 2021   | en cours | Jean-Hubert Lelièvre |        | LR     | Conseiller sortant                                                                                             |
| 2021             | 2028             | 2021   | en cours | Florence Péchevis    |        | LR     | Conseillère sortante                                                                                           |

### Résultats détaillés

#### Élections de mars 2015
À l'issue du 1er tour des élections départementales de 2015, deux binômes sont en ballottage : Nathalie Lacroix et Robert Richard (Union de la Gauche, 24,38 %) et Jean-Hubert Lelièvre et Florence Péchevis (Union de la Droite, 22,86 %). Le taux de participation est de 47,47 % (6 034 votants sur 12 711 inscrits) contre 50,21 % au niveau départementalet 50,17 % au niveau national.
Au second tour, Jean-Hubert Lelièvre et Florence Péchevis (Union de la Droite) sont élus avec 57,75 % des suffrages exprimés et un taux de participation de 46,71 % (3 089 voix pour 5 937 votants et 12 711 inscrits).

#### Élections de juin 2021
Le premier tour des élections départementales de 2021 est marqué par un très faible taux de participation (33,26 % au niveau national). Dans le canton de Cognac-1, ce taux de participation est de 29,92 % (3 656 votants sur 12 220 inscrits) contre 33,39 % au niveau départemental. À l'issue de ce premier tour, deux binômes sont en ballottage : Jean-Hubert Lelièvre et Florence Péchevis (LR, 56,81 %) et Noé Bruna et Marianne Reynaud (DVG, 32,73 %).
Le second tour des élections est marqué une nouvelle fois par une abstention massive équivalente au premier tour. Les taux de participation sont de 34,3 % au niveau national, 33,99 % dans le département et 30,61 % dans le canton de Cognac-1. Jean-Hubert Lelièvre et Florence Péchevis (LR) sont élus avec 60,85 % des suffrages exprimés (2 125 voix pour 3 741 votants et 12 220 inscrits),,.

## Composition
| Nom                            | Code Insee | Intercommunalité   | Superficie (km2) | Population (dernière pop. légale)               | Densité (hab./km2) | Modifier                                    |
| ------------------------------ | ---------- | ------------------ | ---------------- | ----------------------------------------------- | ------------------ | ------------------------------------------- |
| Cognac (bureau centralisateur) | 16102      | CA du Grand Cognac | 15,50            | Fraction : 8 673 (2022) Commune : 18 466 (2022) | 1 191              | modifier les données · modifier les données |
| Boutiers-Saint-Trojan          | 16058      | CA du Grand Cognac | 7,13             | 1 393 (2022)                                    | 195                | modifier les données · modifier les données |
| Bréville                       | 16060      | CA du Grand Cognac | 15,39            | 440 (2022)                                      | 29                 | modifier les données · modifier les données |
| Louzac-Saint-André             | 16193      | CA du Grand Cognac | 10,04            | 964 (2022)                                      | 96                 | modifier les données · modifier les données |
| Mesnac                         | 16218      | CA du Grand Cognac | 6,51             | 408 (2022)                                      | 63                 | modifier les données · modifier les données |
| Saint-Brice                    | 16304      | CA du Grand Cognac | 9,30             | 969 (2022)                                      | 104                | modifier les données · modifier les données |
| Val-de-Cognac                  | 16097      | CA du Grand Cognac | 61,76            | 3 455 (2022)                                    | 56                 | modifier les données · modifier les données |
| Canton de Cognac-1             | 1611       |                    |                  | 16 302 (2022)                                   |                    | modifier les données                        |

Le canton de Cognac-1 comprend :
1. Sept communes entières,
2. La partie de la commune de Cognac située au nord d'une ligne définie par l'axe des voies et limites suivantes : à partir de la limite territoriale de la commune de Javrezac, avenue de Saintes, boulevard de Javrezac, rue de la Croix-Montamette, rue de Crouin, boulevard Oscar-Planat, cours de la Charente, rue du Port, rue de Gâte-Bourse, place Edouard-Martell, allée Bernard-Guionnet, rue du 14-Juillet, place François-Ier, rue Henri-Fichon, rue de la République, rue de l'Echassier, jusqu'à la limite territoriale de la commune de Châteaubernard.

## Démographie
En 2022, le canton comptait 16 302 habitants, en évolution de −1,53 % par rapport à 2016 (Charente : −0,48 %, France hors Mayotte : +2,11 %).
| 2013   | 2018   | 2022   |
| ------ | ------ | ------ |
| 16 769 | 16 289 | 16 302 |